# Hábitat analógico de Marte

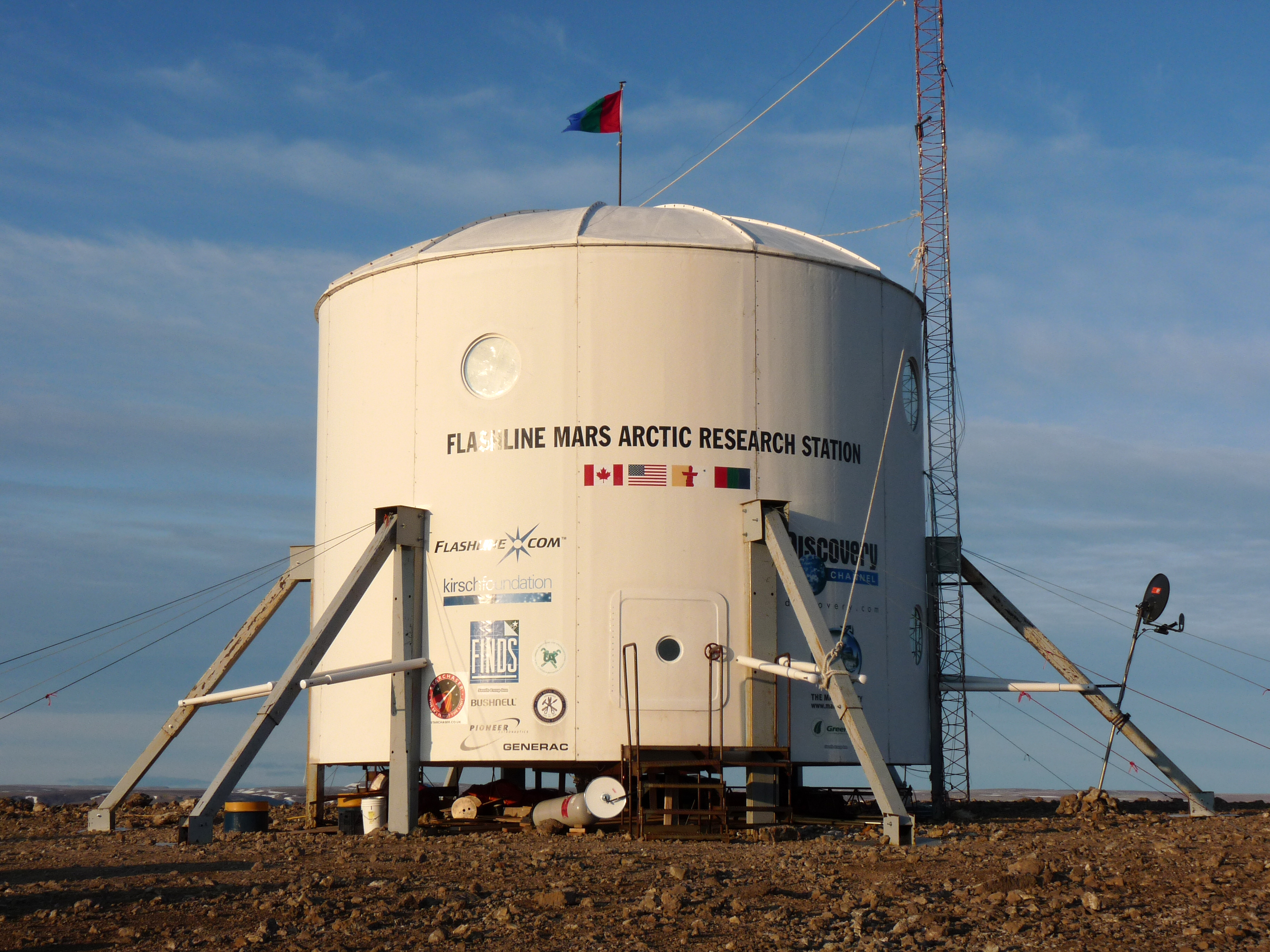
FMARS hab en 2009

Un hábitat analógico de Marte (en inglés Mars analog habitat) es una de varias estaciones de investigación históricas, existentes o propuestas diseñadas para simular el entorno físico y psicológico de una misión de exploración marciana. Estos hábitats se utilizan para estudiar los equipos y técnicas que se utilizarán para analizar la superficie de Marte durante una futura misión tripulada, y el aislamiento simulado de los habitantes voluntarios permite a los científicos estudiar los efectos médicos y psicosociales de las misiones espaciales de larga duración . A menudo se construyen para soportar una gran cantidad de análogos de Marte (consulte la Lista de análogos de Marte: en:List of Mars analogs). Sin embargo, a veces los lugares naturales existentes también se valoran como análogos de Marte. Los hábitats tripulados de Marte aparecen en la mayoría de las misiones humanas a Marte; una alternativa puede ser la terraformación o la telepresencia.
La ISS también ha sido descrita como predecesora de la expedición a Marte. En relación con el hábitat de Marte, se observó que ambos son sistemas esencialmente cerrados.

## Motivación científica

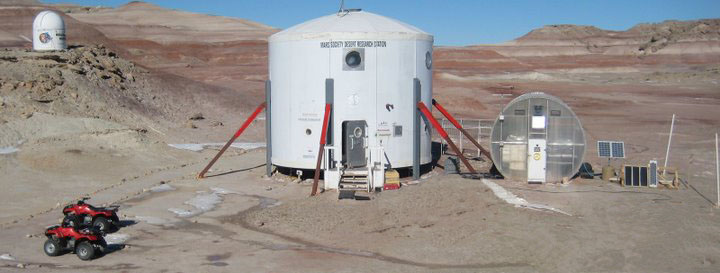
El "Mars Society's Mars Desert Research Station"

Los hábitats analógicos de Marte se establecen para preparar a los astronautas, ingenieros e investigadores para los desafíos futuros de enviar una misión tripulada a Marte. Estos análogos están habitados por pequeños equipos de voluntarios y pueden operar en condiciones "similares a las de Marte" desde unos pocos días hasta más de un año. Los hábitats suelen estar ubicados en áreas que de alguna forma se parecen al entorno de Marte, como los desiertos polares. 
Mientras viven en los hábitats, los miembros de la tripulación están en su mayoría aislados del mundo exterior, sobreviven con una dieta de alimentos liofilizados y pueden realizar experimentos de campo mientras usan trajes espaciales protectores. Mientras tanto, los investigadores analizan las condiciones médicas y psicológicas de los miembros de la tripulación y estudian la dinámica social y de trabajo en equipo de la tripulación.